# ブラバ (ソマリア)
ブラバ、バラワ、ブラヴァ、バラウェ（Brava, Barawa, ソマリ語: Baraawe, アラビア語: مدينة ﺑﺮﺍﻭة）はソマリア南部にある港町。主な住民は、ソマリ語のツンニ方言を話すソマリ族と、スワヒリ語のブラワ方言を話すブラワ人。ブラバの辺りがアフリカ東海岸でスワヒリ語が話される北限である。2014年11月8日以降は連邦構成体の南西ソマリア自治政府の首都。

## 歴史

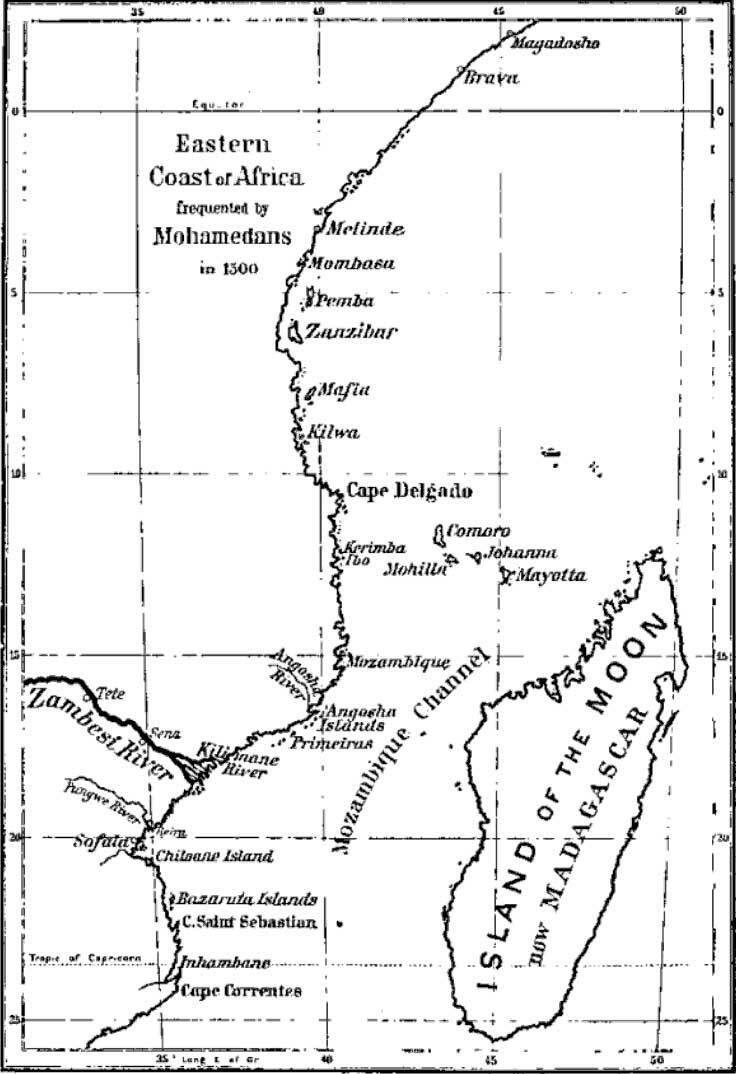
1500年頃のアフリカ東海岸。ブラバは当時からモガディシュとザンジバルの間に位置する主要都市の一つだった

15世紀前半、明の探検家鄭和が寄港したという卜剌哇（不剌哇）がブラバに比定されており、鄭和はそこからラクダやダチョウを持ち帰っている。
1503年、ポルトガルの第5次インド遠征艦隊の一部がラヴァスコ（Rui Lourenço Ravasco）に率いられ、モンバサに攻められるマリンディを救援する際、モンバサを応援するため駆け付けたブラバからの船隊を捕えている。ラヴァスコは乗員の解放と引き換えに、ソマリアから身代金を受け取っている。同時期に同じくポルトガルのトリスタン・ダ・クーニャもブラバを訪れている。
1840年、バルデラの海兵が航海途中でブラバを襲ったので、町の住民はゴブローン王国のスルターンに援軍を求め、ゴブローン王国はバルデラに攻め入って町を焼き討ちしている。1889年になると、ブラバの南方にある有力なイスラーム国家ザンジバルの力が衰え、ザンジバルは他のバナディール周辺の港と合わせて、ブラバの支配権をイタリアに譲った。しかしブラバはゴブローン王国の影響が強かったので、イタリアとザンジバルの合意は無効だとして抵抗している。しかし結局はイタリア領ソマリランドの一部となった。
ブラバは1947年に設立されたディジル・ミリフレ党（Hizbiya Digil-Mirifle, HDM）の拠点であり、後にアル・ダストゥル・ムスタキ・アル・ソマリ党（Hizb al-Dastuur Mustaqil al-Somali, Somali Independent Constitutional Party, HDMS）に発展した。

## 現在
1991年にソマリア内戦が発生すると外国人にとってブラバは危険地帯となり、1993年には人道支援部隊でさえ通行不可能と報告されている。
2009年、ブラバはイスラム武装集団アル・シャバブの支配下となった。ブラバは密貿易の拠点にも使われ、6月にはブラバからアラブ首長国連邦に向かうインドの木炭密輸船が、ソマリア沖の海賊に襲われ、ポルトガル海軍に救出されている。2009年9月、アメリカ軍がこの地に潜伏していたアルカーイダのメンバーとみられるサレー・アリ・サレー・ナブハンを殺している。
2012年9月、アル・シャバブが拠点キスマユをソマリア政府に奪われることで、ブラバはアル・シャバブの新たな拠点の一つとなった。2013年10月5日、アメリカ合衆国SEALsの武装ヘリコプターの攻撃を受け、アル・シャバブは数名の死者を出したもののこれを撃退した。
2014年10月、ソマリア政府軍はブラバをアル・シャバブから奪取。その後はソマリア連邦の構成体の一つである南西ソマリアの首都となっている。